# Arborophila gingica
Arborophila gingica este o specie de păsări din familia Phasianidae. Este endemică în sud-estul Chinei. Este amenințată de pierderea habitatului și de vânătoare, iar Uniunea Internațională pentru Conservarea Naturii a clasificat-o drept specie aproape amenințată.

## Taxonomie
Această specie a fost descrisă formal în 1789 de către naturalistul german Johann Friedrich Gmelin în ediția revizuită și extinsă de către acesta a lucrării Systema Naturae de Carl Linnaeus. A plasat-o alături de celelalte păsări de tip potârniche din genul Tetrao⁠(d) și a folosit numele binomial Tetrao gingicus. Gmelin și-a bazat descrierea pe „La perdrix de Gingi”, descris de naturalistul francez Pierre Sonnerat⁠(d) în 1782 în lucrarea sa Voyage aux Indes orientales et a la Chine.
Gmelin a specificat locația tip drept „Gingi in Coromandel”. Aceasta este o eroare, fiindcă specia se găsește în sud-estul Chinei. A. gingica este acum una din cele în jur de douăzeci de specii plasate în genul Arborophila⁠(d) care a fost introdus în 1837 de Brian Houghton Hodgson⁠(d). Numele genului combină cuvântul latin arbor, arboris, care înseamnă „copac”, și cuvântul din greacă veche philos, care înseamnă „iubitor”. Epitetul specific gingicus provine de la toponimul „Gingi”.
A. gingica are două subspecii recunoscute:
- A. g. gingica (Gmelin J.F., 1789) - sud-estul Chinei
- A. g. guangxiensis (Zhou F. și Jiang A., 2008) – Guangxi (sud-centrul China)[9]

## Descriere
O astfel de pasăre are lungimea de 25–30 cm lung și cântărește aproximativ 253 g. Fruntea adultului este albă (la subspecia nominată) și are un superciliu⁠(d) lung. Părțile laterale ale gâtului și partea din față a gâtului sunt portocalii-rufescente. Este prezent un guler⁠(d) negru și o bandă albă deasupra părții superioare a pieptului castaniu. Părțile inferioare sunt de culoare gri închis și devin albicioase pe burtă. Ceafa și spatele sunt maro-roșiatice, cu pete negre. Crupa este măslinie-maro și are pete negre. Aripile variază de la cenușiu la bubalin-maro. Femela este ca masculul, dar mai mică. Ciocul scurt este gri, ochii sunt căprui, iar picioarele sunt roșii. Pasărea juvenilă are o culoare a pieptului mai monotonă.

## Răspândire și habitat
Aceste păsări sunt endemice în sud-estul Chinei, găsindu-se în Zhejiang, Jiangxi, Fujian, Guangdong și Guangxi. Trăiesc în păduri, zone cu bambus și zone arbustive la altitudini de 150–1.900 m.

## Comportament și ecologie
Această pasăre se află în zone subarbustive în timpul zilei și se adăpostește în copaci. Se hrănește cu semințe, fructe de pădure și insecte. Sunetul teritorial este o fluierătură tânguitoare repetată, ce include wooop și co-qwee. Scoate sunete dimineața devreme și seara. Se reproduce din aprilie până în mai, un rând de ouă fiind format din 5–7 ouă.

## Stare de conservare
Numărul de indivizi ai populației este estimat la 50.000–250.000 de păsări mature. Specia este amenințată de pierderea habitatului cauzată de defrișarea pădurilor, construcția de drumuri și minerit. De asemenea, specia este vânată ilegal. Din cauza acestor amenințări, numărul de păsări al populației este în scădere. Uniunea Internațională pentru Conservarea Naturii a clasificat-o anterior ca specie în stare vulnerabilă, dar s-a constatat ulterior că arealul speciei este mai mare, așa că în prezent este clasificată ca specie aproape amenințată⁠(d). Un program de reproducere a speciei în captivitate a început la Guangzhou în anul 1986.